# Llista d'emperadors mogols
Els emperadors mogols foren els sobirans de l'Imperi Mogol que dominà el subcontinent indi entre els anys 1527 i 1858. D'origen mongol islamitzat, els sis primers foren coneguts com a Grans Mogols.

## Gran Mogols
- Baber (1526-1530) (Dates dels regnats)
- Humayun (1530-1556)
- Akbar (1556-1605)
- Jahangir (1605-1627)
- Xa Jahan (1627-1658)
- Aurangzeb (1658-1707)

## Els altres emperadors mogols
- Bahadur Xah I (1707-1712)
- Jahandar Xah (1712-1713)
- Farrukh-siyar (1713-1719)
- Rafí ud-Darajat (1719)
- Rafí ud-Daulat (1719)
- Nekusiyar (1719)
- Muhàmmad Ibraham (1719)
- Muhàmmad Xah de Delhi (1719-1748)
- Ahmad Xah Bahadur (1748-1754)
- Aziz ud-Din Àlamgir (1754-1759)
- Alam II (1759-1806)
- Muhàmmad Akbar Xah (1806-1837)
- Bahadur Xah II (1837-1857)